# Абордаж (группа)
Абордаж — российская пауэр-метал-группа, основана в 1992 году в Крыму (пгт. Приморский) вокалистом Андреем Машошиным и бас-гитаристом Станиславом Мягковым.

## История
Группа «Disaster» появилась в 1992 году, в её первый состав вошли Андрей Машошин (ритм-гитара, вокал), Станислав Мягков (бас-гитара), Николай Карлович (соло-гитара) и Валентин Дудин (барабаны). В 1997 году название было изменено на «Абордаж». Участники коллектива несколько раз менялись. В 2004 году Машошин и Бочкарёв переехали в Санкт-Петербург и собрали новый состав. 25 сентября 2008 года на лейбле «CD-Maximum» вышел дебютный альбом «Адский шторм». 7 ноября 2010 года вышел второй альбом «Спокойная жизнь не для нас». Первые два альбома коллектива получили удовлетворительные оценки музыкальных критиков — главного редактора журнала «Dark City» Андрея Корюхина и основателя лейбла «Musica Production» Виталия Белова. В 2011 году группа закрывала концертную программу «XV международного байк-шоу в Севастополе», организованного мотоклубом «Ночные Волки». В 2014 году «Абордаж» выступал в Санкт-Петербурге на разогреве у шведской группы «Sister Sin».
9 мая 2015 года вышел третий альбом «На всех парусах». Одна из его композиций («Последняя из королей») посвящена персонажу романа «Игра престолов» Дейенерис Таргариен. Вскоре после этого Андрей Машошин вернулся в Приморский, где через год собрал новый состав.

## Участники группы

### Текущий состав
- Андрей Машошин — вокал, гитара (1992—94, 1996—2015, с 2016)
- Антон Анистратов — бас-гитара (2001—04, с 2016)
- Сергей Гурьев — клавишные (с 2016)
- Артём Голованов — ударные (с 2018)
- Вадим Кашин — ритм-гитара (с 2021)

### Бывшие участники
Клавишники
- Денис Бочкарёв (1999—2015)

Гитаристы
- Николай Карлович (1992—01)
- Павел Волжин (2001—04)
- Александр Воропай (2006—09)
- Вадим Паршуткин (2005—06, 2009—12)
- Алексей Стрельцов (2010—12)
- Михаил Бродкин (2012—2015)

Басисты
- Станислав Мягков † (1992—96), ударные (1996—2001)
- Владимир Кириленко (1997—01)
- Виктор Оковитый (2005—07)
- Владимир Логинов (2007)
- Дмитрий Быстров (2008—09, 2012—13)
- Илья Печенюк (2009—10)
- Андрей Лямин (2011—12)
- Роман Янко (2012)
- Евгений Вирин (2013—2015)
- Роман Казарин (2016)

Барабанщики
- Валентин Дудин (1992—96)
- Евгений Коваль (1997)
- Иван Ветрогонов (2006—09, 2012)
- Георгий Петовраджи (2002, 2006, 2009)
- Иван Ширяев (2010—11)
- Игорь Бородин (2011—12)
- Станислав Копнев (2013—14)
- Павел Мосин (2014—2015)
- Дмитрий Островский (2016)
- Павел Боос (2017—2018)

## Дискография
- Адский шторм (2008, CD-Maximum)
- Спокойная жизнь не для нас (2010, CD-Maximum)
- На всех парусах (2015, iTunes Store)